# جيروساليما
جيروساليما (القدس بيتي) (بالإنجليزية: Jerusalema)‏ هي أغنية (بلغة الزولو) من إنتاج الدي جي الجنوب أفريقي ومنتج الأسطوانات ماستر كي جي Master KG وتأليف وغناء المغنية الجنوب أفريقية نومسيبو زيكودي. تم إصدار الأغنية المتأثرة بالإنجيل في البداية في 29 نوفمبر 2019 بعد أن لاقت قبولا إيجابيًا عبر الإنترنت، مع مقطع فيديو موسيقي في 21 ديسمبر. تم تضمينها لاحقًا في ألبوم ماستر كي جي الثاني الذي يحمل نفس عنوان الأغنية، والذي تم إصداره في يناير 2020.
تم إصدار الألبوم في النهاية على خدمات البث في 10 يوليو 2020، بعد أن انتشر بسرعة خلال منتصف عام 2020، مما أدى إلى رد فعل عالمي بسبب هاشتاق #JerusalemaChallenge (تحدي جيروساليما). وقد تم إصدار ريمكس يضم المغني النيجيري بيرنا بوي في 19 يونيو 2020، مما دفع الأغنية إلى قوائم بيلبورد الأمريكية. تصدرت الأغنية مخطط أفروبيتس الفردي في المملكة المتحدة بتاريخ 15 أغسطس 2020. لقد احتلت المركز الأول لمدة أسبوعين.
تحدثت كاتبة الأغنية نومجيبو أن رسالتها المضمنة في الأغنية هي للعالم كله وللفلسطينيين تحديدًا الذين يعيشون في فلسطين وفي القدس خصوصًا، وهي أنَّ الله يرى معاناتهم تحت نير ظلم الإحتلال الصهيوني، حيث قالت أنَّ هذا الظلم سينتهي قريبًا.

## خلفية
تم تسجيل الأغنية في 11 أغسطس 2019، وبعد نشرها على مواقع التواصل الاجتماعي، تلقت ردودًا إيجابية من المعجبين. قال ماستر كي جي إنه اتصل بـ «أخته نومسيبو لتأتي حتى يتمكنا من إنهاء الأغنية». ثم تم تحميل النسخة النهائية على موقع يوتيوب في أكتوبر وتم إصدارها رسميًا في 29 نوفمبر. تجاوزت المليون مشاهدة في أسبوعها الأول. تم إصدار الفيديو الموسيقي الرسمي في 21 ديسمبر 2019. بعد أن أصبحت فيروسية، تم إصدار الأغنية لخدمات البث في 10 يوليو بواسطة إليكترا فرانس ووارنر فرانس. عند صدورها، اعتبرها البعض أغنية «حانة». خلال أواخر عام 2019، أصبحت المفضلة في أندية جنوب إفريقيا. قبل جائحة COVID-19، سافر Master KG إلى البرتغال للترويج لألبومه، وقال إنه ركز أكثر على رقص الأغاني خلال عروضه.

## بنية الأغنية
على الرغم من أنها تحتوي على كلمات «ذات ميول دينية»، إلا أن «جيروساليما» هي أغنية مبهجة ديسكو-موسيقى منزلية تحتوي على كلمات «عميقة»، «روحية»، كلمات إنجيلية بشكل غنائي، كما أشار روفارو سامانغا، «تتحدث الأغنية عن القدس كونها موطنًا للعديد من المؤمنين الدينيين».

### تحدي الرقص
ساعد تحدي الرقص الخاص بالإغنية، المنسوب إلى مجموعة من الأصدقاء الأنغوليين في أداء الرقصات في فيديو خاص بهم، على انتشار الأغنية على الإنترنت. وانتشرت الفيديوهات الراقصة على أنغام الأغنية من العديد من البلدان، بما في ذلك إيطاليا وإسبانيا وفرنسا وجامايكا وكندا.

## أغنية مصورة
تم إصدار الفيديو الموسيقي الرسمي للأغنية على YouTube في 21 ديسمبر 2019. في 25 يوليو، تجاوز الفيديو 50 مليون مشاهدة، وهو إنجاز نادر لفناني جنوب إفريقيا.

## روابط خارجية
- الصوت الرسمي ريمكس على يوتيوب
- Official remix audio on YouTube
- Master KG-Jerusalema Dances